# Berliet CBL
Der Berliet CBL war das Fahrgestell für einen mittleren französischen Lastkraftwagen oder Omnibus aus den 1920er Jahren.

## Geschichte
Die allgemeine Betriebserlaubnis für den Berliet CBL wurde im Januar 1922 erteilt, ab diesem Zeitpunkt wurde das Fahrzeug gebaut. Es folgten die allgemeine Betriebserlaubnis für eine Berliet CBLA genannte Variante am 12. Februar 1926, für einen Berliet CBLB am 12. März 1926 und für einen Berliet CBLH am 11. März 1926, ohne dass indessen aus den Unterlagen hervorginge, wie diese Varianten sich voneinander unterschieden. In einer Übersicht über die seit 1920 zugewiesenen Chassisnummern (erstellt am 1. Dezember 1941 durch das Haus Berliet) wird jedoch lediglich eines „Berliet CBAC long“ mit allgemeiner Betriebserlaubnis vom 12. Februar 1926 erwähnt, diesem Typ wurden die Chassisnummern 89501–90000 zugewiesen. Da das Datum der Erteilung der allgemeinen Betriebserlaubnis zwischen Berliet CBLA und Berliet CBAC long identisch ist, kann geschlossen werden, dass beide Typen (obwohl unterschiedlich gekennzeichnet) identisch sind, und dass mit „Berliet CBAC long“ die Varianten CBLA, CBLB und CBLH umfasst sind (das L in der Typenbezeichnung stünde also für long = lang). Aufgrund der reservierten Chassisnummern können also von diesen drei Varianten zusammen maximal 500 Stück gebaut worden sein.

## Technik
Eingebaut war der bereits aus dem Berliet CBA bekannte wassergekühlte Vierzylindermotor des Typr Z3 mit einer Bohrung von 110 und einem Hub von 140 mm, also einem Hubraum von 5322 cm³. Der Motor erreichte seine nicht genannte effektive Höchstleistung beim Typ CBL und CBLH bei 1200/min, beim CBLA und CBLB bei 900/min, dementsprechend waren CBL und CBLH mit 20 Steuer-PS, CBLA und CBLB mit 15 Steuer-PS eingestuft. Das Getriebe hatte vier Vorwärtsgänge, dazu einen Rückwärtsgang. Für alle Varianten (sofern sie einen LKW-Aufbau erhielten) wird die Nutzlast mit 3,5 Tonnen angegeben. Das Fahrzeug basierte in vielen Punkten auf dem Berliet CBA. Der Radstand war allerdings erheblich länger und betrug 4,95 m. Der Antrieb auf die Hinterachse erfolgte (im Gegensatz zum Berliet CBA) über eine Kardanwelle. Die Reifen hatten vorne die Größe 940×140, hinten (als Zwillingsreifen) die Größe 940×150. Die erreichbare Höchstgeschwindigkeit wird mit 37,5 bis 47,5 km/h angegeben.
Das Chassis wurde wohl überwiegend mit einem meist geschlossenen Omnibusaufbau, ausreichend für 33 Sitzplätze, versehen.
Ferner gab es ab September 1926 eine Variante mit Holzgasmotor, Berliet CBLHG genannt. Sie war, da die effektive Leistung geringer war als bei einem benzingetriebenen Motor, steuerlich mit 12 PS eingestuft.